# 艾米莉·桑诺姆

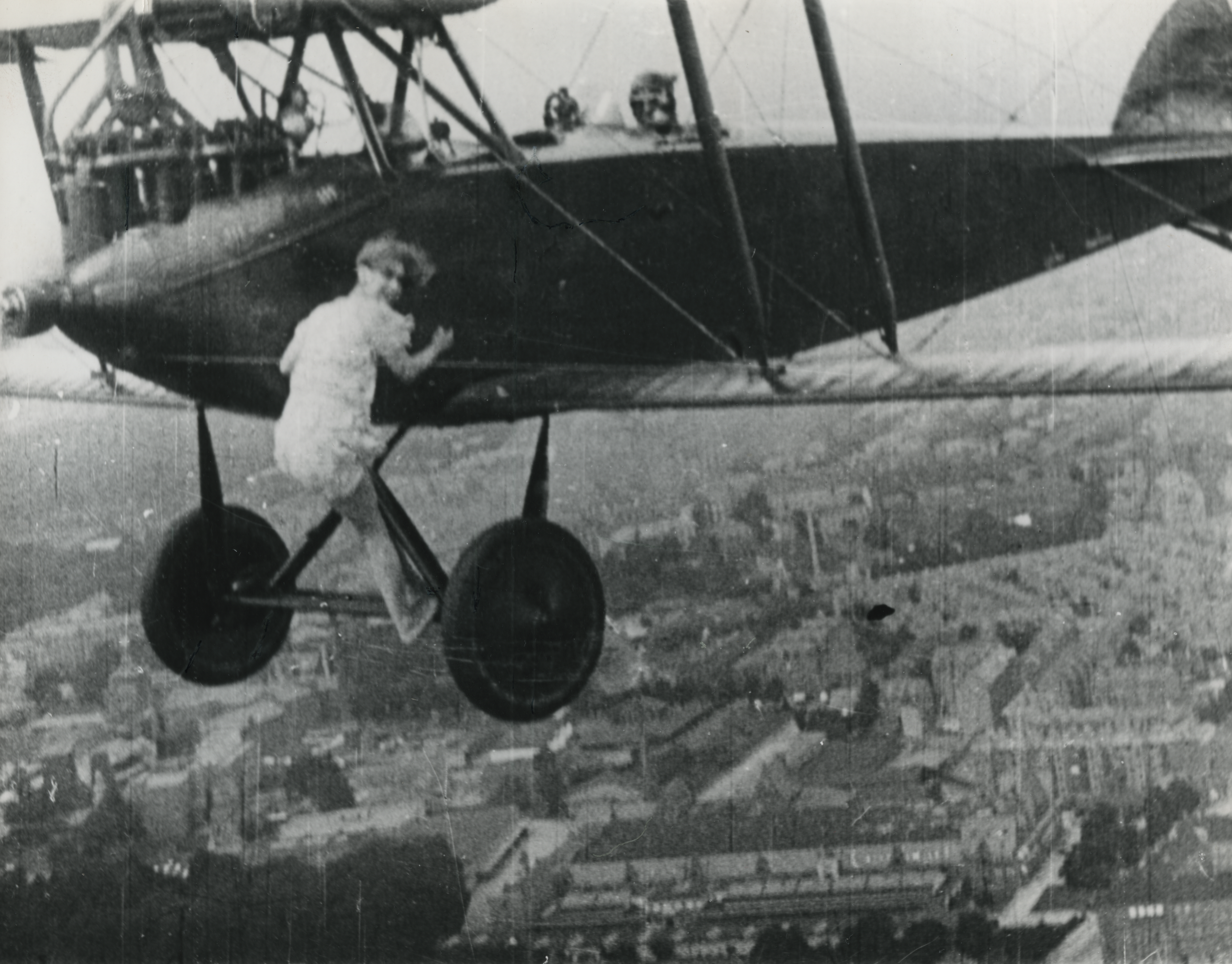
在特技表演中的桑诺姆（摄于约1925年）

艾米莉·克斯汀·瓦尔博格·桑诺姆（1886年9月29日—1931年8月30日），丹麦无声电影女演员和空中杂技演员。因在北欧电影公司出品的《哈姆雷特》中跳入城堡护城河，成为丹麦电影界首位特技女演员。她在许多电影中扮演了危险的角色。1923年退出影坛，但继续在舞台上、马戏团表演，或进行危险的跳伞运动。1931年在格雷纳的一次航空展上，因降落伞打开失败而坠落身亡，约8000名观众亲眼目睹了这场悲剧。

## 生平
桑诺姆于1886年9月29日出生于哥本哈根，父亲弗里茨·埃米尔·索菲斯·桑诺姆是海员，母亲是约翰妮·卡米拉·汉森。桑诺姆11个月大时，全家搬到美国佛罗里达州；七年后，因经营柑橘种植园失败，又返回了丹麦。 
桑诺姆和她的姐妹夏洛特（1884-1954）、托拉（1893-1954）以及朗希尔德（1896-1953）从很小的时候就开始了演艺生涯。直至1923年正式息影，桑诺姆一共出演了约85部电影。她的最后一部电影是阿尔弗雷德·林德执导的意大利电影《天空女王》，在这部电影中，她只穿着泳衣，在一架飞行中的飞机上表演了惊险特技。
热爱飞行的桑诺姆在1918年开始接受培训，但从未获得飞行员资格。她曾在丹麦各地的演出中表演空中杂技。1931年8月30日，在格雷纳的一场表演中，由于降落伞未能打开，桑诺姆直接坠落身亡。她被埋葬在哥本哈根的阿斯滕斯公墓，身后留下了一个女儿格雷特（Grete）。